# Museo de Barcos Vikingos (Oslo)
El Museo de Barcos Vikingos (en noruego, Vikingskipshuset, literalmente 'Casa de los barcos vikingos') está localizado en el barrio de Bygdøy en Oslo, Noruega. Forma parte del Museo Cultural Histórico de la Universidad de Oslo.

## Historia del Museo
En ese momento, el barco de Gokstad y el barco de Oseberg llevaban varios años depositados en almacenes temporales en la Universidad de Oslo. Se anunció un concurso arquitectónico que ganó el proyecto de Arnstein Arneberg. El pasillo para el barco de Oseberg fue construido con la financiación del parlamento noruego. El barco fue trasladado de los almacenes de la Universidad en 1926.
Las naves del edificio para los barcos de Gokstad y Tune fueron completadas en 1932, pero la última parte del edificio fue retrasada debido a la Segunda Guerra Mundial. La última parte para otros hallazgos del barco de Oseberg fue completada en 1957.